# Wstęgowa mozaika śliwy
Wstęgowa mozaika śliwy (ang. European line pattern of plum) – wirusowa choroba śliwy wywołana przez wirusa mozaiki jabłoni (Apple mosaic virus, ApMV).

## Występowanie i szkodliwość
Apple mosaic virus atakuje liczne gatunki roślin. Wśród roślin uprawnych w Polsce powoduje choroby: chloroza nerwów liści maliny, mozaika jabłoni, mozaika róży, wstęgowa mozaika brzoskwini, wstęgowa mozaika śliwy.
U śliw ApMV występuje powszechnie. Objawem jego występowania są żółtokremowe chlorozy w postaci nieregularnych smug, pierścieni lub mozaik, dość często o kształcie liści dębu. U niektórych odmian plamy te ulegają nekrozie i wykruszają się, wskutek czego na ich miejscu zostają w liściu dziury. Intensywność barwy plam zależy od szczepu wirusa i podatności odmiany. Najsilniejsze objawy pojawiają się wiosną i na początku lata. Przy temperaturze powyżej 21 oC objawy chorobowe osłabiają się.

## Epidemiologia i ochrona
Rośliną testową do wykrywania ApMV jest siewka brzoskwini ‘Elberta’, petunia ogrodowa i komosa ryżowa. Wirus przenosi się poprzez okulizację i szczepienie. Okres inkubacji na drzewach w sadzie trwa 9–10 miesięcy, w szklarni 2–3 miesiące.
Jedyną skuteczną metodą zapobiegania chorobie jest używanie do okulizacji i szczepienia oczek i zrazów wolnych od wirusów. Wirusa ApMV można z nich wyeliminować przetrzymując je przez 3–4 tygodnie w temperaturze 37 oC.